# S/2010 J 1
S/2010 J 1 är en av Jupiters månar. Den upptäcktes år 2010 av Robert A. Jacobson, Marina Brozovic, Brett J. Gladman och Mike Alexandersen.
S/2010 J 1 har ännu inte fått något officiellt namn.